# Îles Glorieuses
Pour les articles homonymes, voir Glorieuse.
Les îles Glorieuses sont un archipel inhabité français formé sur un atoll situé dans l'océan Indien, entre Madagascar et l'archipel des Comores. Il est composé de deux îles sablonneuses entourées par une barrière de corail d’où émergent aussi plusieurs récifs coralliens,. L'archipel mesure 7 km2.
Une revendication sur cet archipel, autrefois rattaché au protectorat français de Madagascar, a été émise  par Madagascar en 1973.

## Géographie

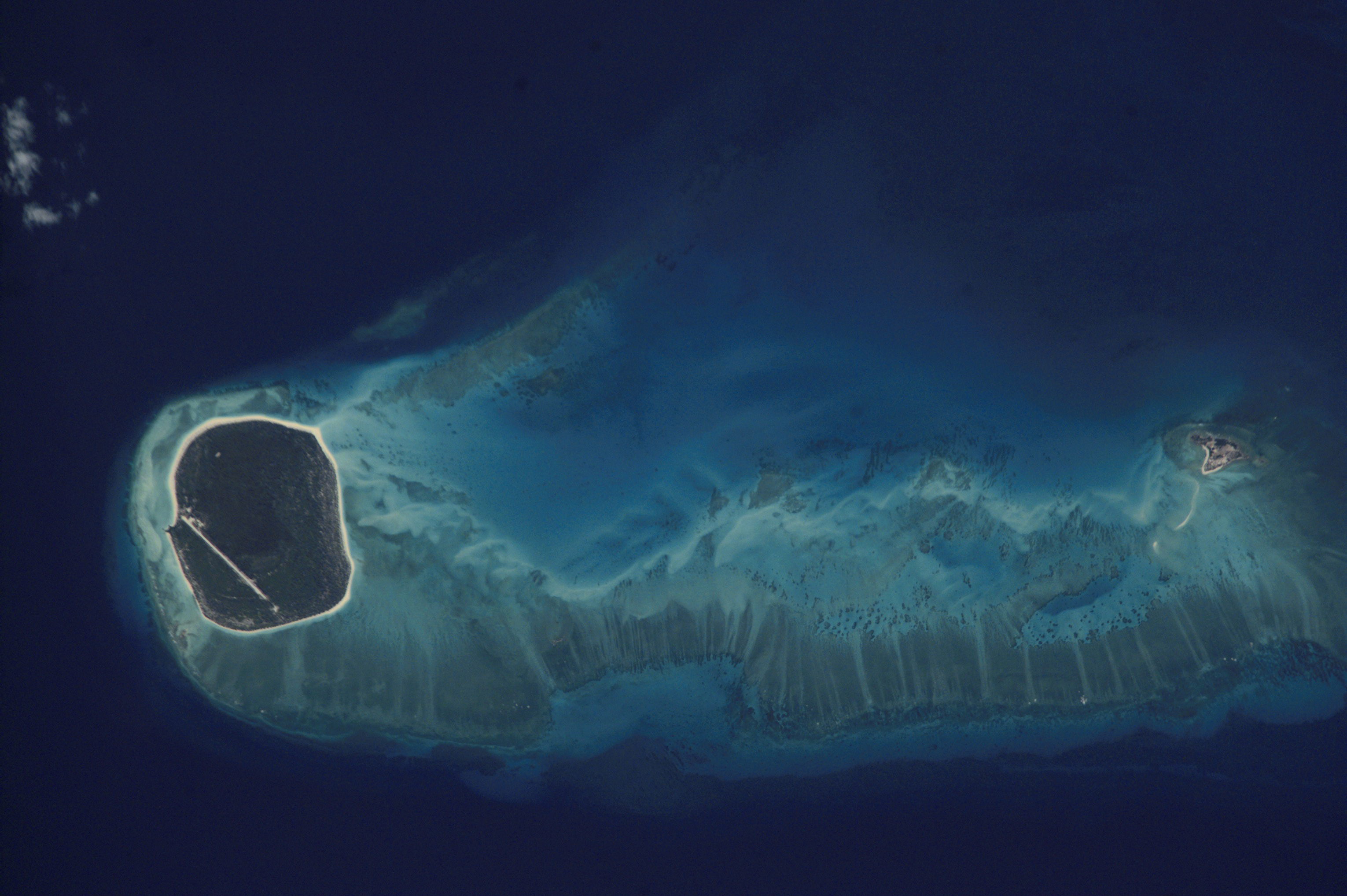
Les îles Glorieuses vues de la Station spatiale internationale en juin 2001 : à gauche, l’île Grande Glorieuse ; à droite, l’île du Lys.

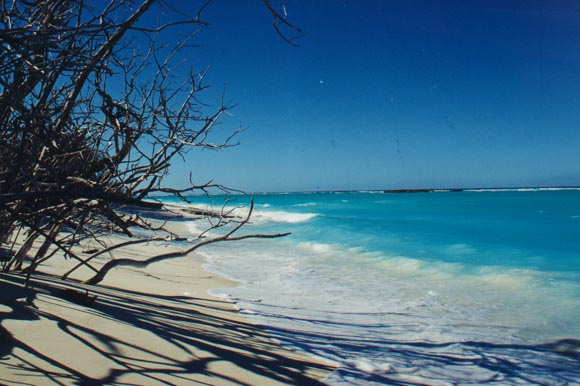
Plage de sable sur l’île Grande Glorieuse.

Carte de localisation des îles Éparses dans l'océan Indien.

Les îles Glorieuses sont situées dans l'océan Indien, à vingt kilomètres au-delà de l'entrée nord du canal du Mozambique, entre la pointe nord de Madagascar située au sud-sud-est, l'archipel des Comores situé à l'ouest et l'archipel seychellois du groupe d'Aldabra (Aldabra, Cosmoledo, île Astove et île de l'Assomption) au nord.
Cet archipel est formé d'un atoll allongé orienté dans le sens nord-est-sud-ouest. Il est composé d'un lagon intégralement fermé par une barrière de corail, à l'exception de quelques passes, et dans lequel se trouvent deux îles de sable corallien :
- l'île Grande Glorieuse de forme circulaire d'environ avec trois kilomètres de diamètre, située dans le sud-ouest du lagon ;
- l'île du Lys de forme triangulaire d'environ 1 800 mètres de circonférence, située dans le nord-est du lagon[2].

La barrière de corail émerge en trois points, :
- le Rocher du Sud, au sud de l'île Grande Glorieuse ;
- les Roches Vertes, entre l'île Grande Glorieuse et l'île du Lys ;
- l'Île aux Crabes (ou l’île aux Épaves)[5], au nord de l'île du Lys.

Toutes ces terres sont plus ou moins reliées entre elles à marée basse par un banc de sable.
Les îles ont une superficie cumulée de 7 km2. Elles sont formées de dunes de sable calcaire d'origine corallienne et sont très basses : le point culminant de l'archipel est une de ces dunes située dans le nord-est ou l'est de l'île Grande Glorieuse et qui culmine à douze mètres d'altitude,. Le littoral des deux îles qui totalise 35,2 kilomètres de longueur est intégralement formé par une plage de sable.
Soumise à un climat tropical et située sur la trajectoire des cyclones tropicaux du sud-ouest de l'océan Indien, lorsqu'ils ne se forment pas dans les eaux baignant l'archipel,, la végétation des îles Glorieuses est composée de filaos mais aussi de cocotiers sur l'île Grande Glorieuse,. La faune est représentée par des tortues marines (tortues vertes et tortues imbriquées), par des oiseaux marins (notamment des sternes fuligineuses) et des dauphins dans le lagon.
Les seules installations et infrastructures se trouvent sur l'île Grande Glorieuse : il s'agit d'une piste d'atterrissage dans le sud de l'île et d'une station météorologique à l'extrémité ouest de la piste,, nommée Gérard-Martin, en l'honneur d'un météorologue disparu dans le canal du Mozambique. Les Îles Glorieuses ne sont pas habitées en permanence, mais seulement lors des visites de détachements militaires des Forces armées de la zone sud de l'océan Indien qui assurent la souveraineté française dans l'archipel et les 48 350 km2 de zone économique exclusive. L'exploitation des ressources halieutiques de cette zone économique exclusive est soumise à la loi du 18 juin 1966 s'appliquant aux Terres australes et antarctiques françaises, ce qui signifie que dans les eaux territoriales et la zone économique exclusive ne peuvent entrer que les navires de pêche s'étant signalés aux autorités et que seuls ceux autorisés peuvent y pêcher.
En raison de fort courants, des nombreux requins, et des moyens de secours limités sur place, un arrêté préfectoral interdit la baignade dans les eaux des îles.

### Eaux territoriales
Une surface de 46 000 km2 d'eaux territoriales sont rattachées aux îles Glorieuses.

## Histoire

### Découverte
L'archipel inhabité fut peut-être découvert dès le VIIe siècle par des navigateurs malgaches ou arabes. Le navigateur et cartographe Ahmed Ibn Majid (1432-1500) publie plusieurs instructions nautiques de la région, et mentionne la zone de Sa'da que les chercheurs ont identifiée comme étant celle des récifs des îles Glorieuses. Elles sont également identifiées par les navigateurs arabes comme Sha'b  Ain al-Bahr, l’œil de la mer.
Lors d'une mission lancée en 1750 et visant à améliorer la cartographie de la route des Indes, Luc du Guilly prend le commandement du vaisseau Le Glorieux, un bateau de 528 tonneaux et 16 canons construits à Saint-Malo en 1749. En novembre 1751, du Guilly note «la découverte [...] des isles Glorieuses ainsy nommés par nous».
En 1819, la goélette le Lys s’échoue de nuit sur la plus petite des îles de l'archipel, appelée alors Petite Glorieuse. Le navire s’échappe du récif ; son capitaine rebaptise l'îlot : île du Lys et les affleurements entre les 2 îles, les Roches Vertes.

### Administration coloniale
Le Réunionnais Hippolyte Caltaux résidant aux Seychelles et commerçant avec Madagascar demanda en 1878 une concession au ministère français des Colonies qui lui fut accordée « à ses risques et périls ». Hippolyte Caltaux exploita pleinement les îles Glorieuses : la cocoteraie plantée à partir de 1885 avec l'aide de Seychellois s'étendit, jusqu'à ce que la France ne se décidât à reconnaître sa souveraineté sur ces îles, tout en laissant la concession de la cocoteraie de Caltaux. Cette prise de possession fut le fait du capitaine de vaisseau Richard, commandant du navire Primauguet, le 23 août 1892,. Rattachées administrativement à la colonie de Mayotte et dépendances trois ans plus tard, elles furent ensuite administrées depuis la colonie de Madagascar et dépendances à partir de 1912 comme l'ensemble de l'archipel des Comores.
En 1921, le commandant Lebegue qui visitait l'archipel rapporta qu'il existait « un petit village avec 17 habitants métis tous seychellois. L'île manque d'eau… La société a planté 6 000 cocotiers environ. La production de coprah est de 36 tonnes par an. On y cultive le maïs. La récolte est de 60 tonnes par an. Une goélette de la société fait la navette 2 à 3 fois par an entre l'archipel et Madagascar. Sur l'île du Lys, on trouve un dépôt de charbon, un tas de guano et un troupeau de chèvres de 200 têtes environ ».
Après une période d'inactivité de 1939 à 1945, l'exploitation de la cocoteraie reprit lorsqu'un Seychellois, Jules Sauzier, s'installa dans l'archipel avec sa femme et ses filles. Lorsque son frère lui succéda en 1952, les 80 tonnes annuelles de coprah furent produites par 22 Malgaches entretenant 15 000 cocotiers. L'exploitation devait être abandonnée en 1958 avec la fin de la concession.
En 1955 fut construite sur l'île Grande Glorieuse une station météorologique provisoire qui fonctionna à partir de 1959, remplacée l'année suivante par une station permanente qui fut  finalement automatisée. Cette station était  utilisée pour la prévision cyclonique du nord du canal du Mozambique, ce qui profitait à l'archipel des Comores et au nord de Madagascar, à la navigation maritime régionale et à la navigation aérienne sur les lignes Madagascar-Djibouti et Maurice-Kenya.

### Administration française

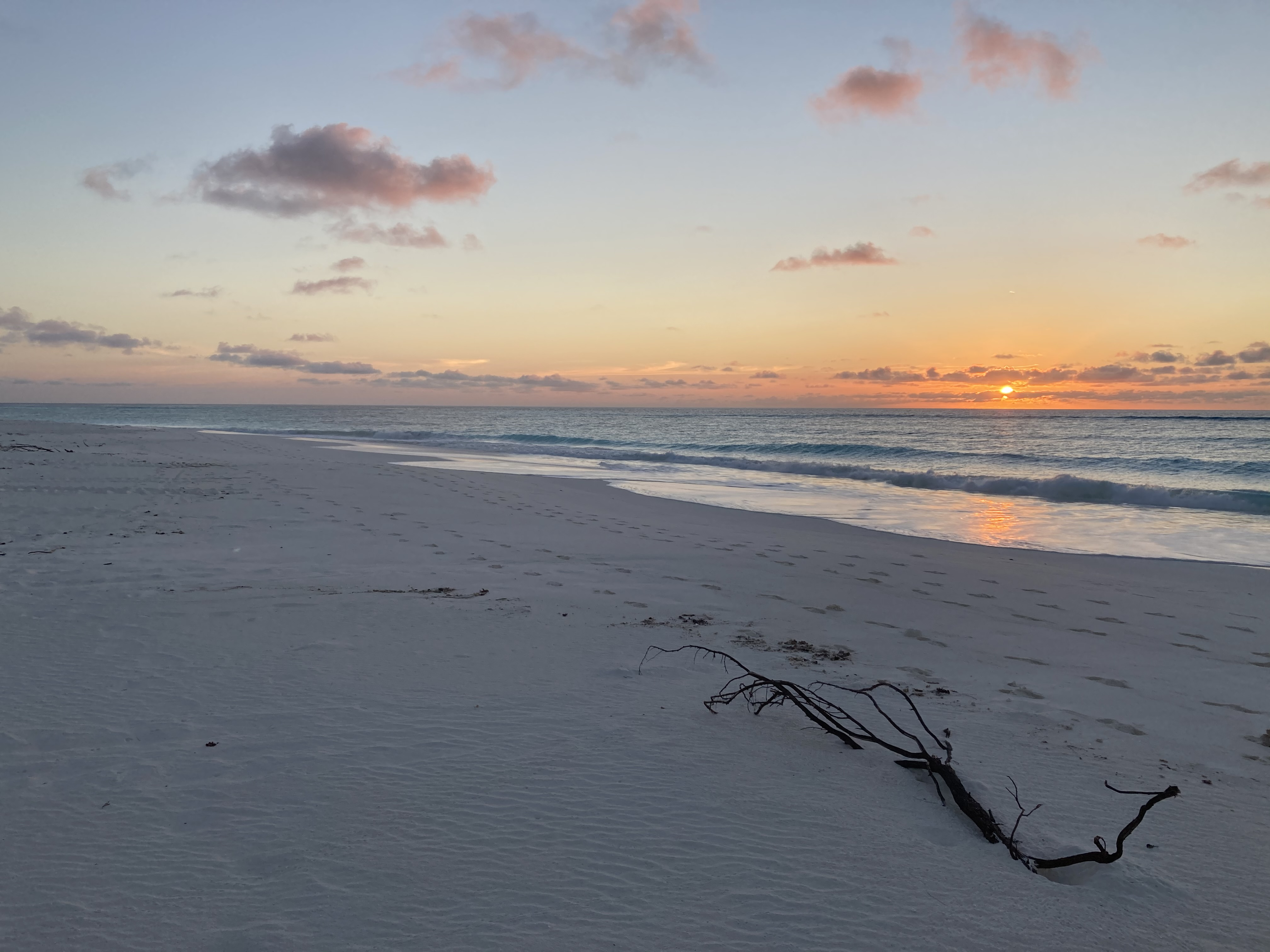
Plage sur l'île Grande Glorieuse en fin de journée.

Initialement rattachées administrativement à Mayotte puis quelques années plus tard au protectorat de Madagascar, les îles Glorieuses, tout comme les autres îles Éparses, furent chapeautées par le ministère de l'Outre-mer et administrées par le préfet de la Réunion lorsque Madagascar obtint son indépendance en 1960,. 
Cette administration fut confiée le 3 janvier 2005 à l'administrateur supérieur des Terres australes et antarctiques françaises en vue du rattachement des îles Éparses à ce territoire, le 21 février 2007.
Depuis 1973, afin d'assurer une présence plus visible dans les îles Éparses, la France y détache une douzaine de légionnaires du détachement de Légion étrangère de Mayotte ainsi qu'un gendarme (qui joue également le rôle de facteur), et relevés tous les trente à quarante-cinq jours[réf. nécessaire]. Sur place, un militaire est formé aux premiers secours d'urgence et peut être mis en liaison vidéo médicale en cas de besoin.
Le 18 novembre 1975, les îles Glorieuses ont été classées en réserve naturelle régionale, ce qui en a fortement restreint l'accès aux personnes non autorisées, un statut particulier proche d'un arrêté préfectoral de protection de biotope. L'arrêté du 15 février 1994, valable pour toutes les îles éparses, interdit toute pêche dans les eaux territoriales. Un parc naturel marin est finalement créé en 2012, qui fonctionne avec des moyens communs au parc naturel marin de Mayotte limitrophe. À partir du 11 mai 2020 un projet de classement en réserve naturelle nationale est soumis à consultation publique. Il aboutit le 8 juin 2021 au décret de classement de la réserve naturelle nationale de l'archipel des Glorieuses qui remplace le Parc naturel marin.
La France exerce des droits souverains sur les espaces maritimes adjacents à l'île, afin d'assurer la protection d'une biodiversité riche, des biens culturels et naturels ainsi que des ressources économiques dont elle a la responsabilité. Régulièrement, des navires malgaches ou seychellois sont arraisonnés par les autorités françaises aux Glorieuses et pris en flagrant délit de braconnage d'espèces menacées, notamment des requins et holothuries. En septembre 2015, les TAAF annoncent l'acquisition de deux hors-bords qui permettront aux autorités françaises d'interpeller directement les auteurs de pêche illégale dans les îles Glorieuses.

## Politique

### Administration

Le drapeau créé en 2007 des Terres australes et antarctiques françaises.

Elles font partie des Terres australes et antarctiques françaises (TAAF) placées sous l'autorité d'un administrateur supérieur qui exerce les fonctions de chef du territoire, ce dernier jouit du rang de préfet. 
Les Îles Glorieuses sont aussi un district des TAAF, celui des Îles Éparses. Un chef de district y est le représentant du préfet des TAAF, l’administrateur supérieur. Un des rôles des chefs de district dans les TAAF est de diriger les bases australes et antarctique. Le budget du district est lié au budget général des TAAF qui représente actuellement 26 millions d'euros. 
Comme les autres territoires d’outre-mer, les Îles Glorieuses sont en outre associées à l’Union européenne en tant que PTOM (Pays et territoires d’outre-mer). 
Les Iles Glorieuses qui constituent depuis 1975 une réserve naturelle à accès restreint interdite aux touristes sont néanmoins accessibles aux militaires français et aux scientifiques, comme c'est le cas sur l'île du Lys en 1998[réf. nécessaire] ou en 2003 avec la mission Auracéa représentée par des biologistes et des géologues d'universités françaises. 
Les îles Glorieuses ne sont organisées ni en région, ni en département, ni en commune, ni en collectivité territoriale comme le reste des Terres australes et antarctiques françaises, et la seule organisation qui prévaut est celle qui constitue l'ensemble géographique désigné comme le territoire des Terres australes et antarctiques françaises.
Le 23 octobre 2019, le président Emmanuel Macron, en déplacement dans l'Océan Indien, a fait une halte de deux heures sur la Grande Glorieuse ; c'est la première fois qu'un président de la République se rend sur l'une des Îles Éparses. Il y a rencontré les militaires présents, ainsi qu'une délégation de scientifiques avec lesquels il a parlé de l'importance de la défense de la biodiversité.

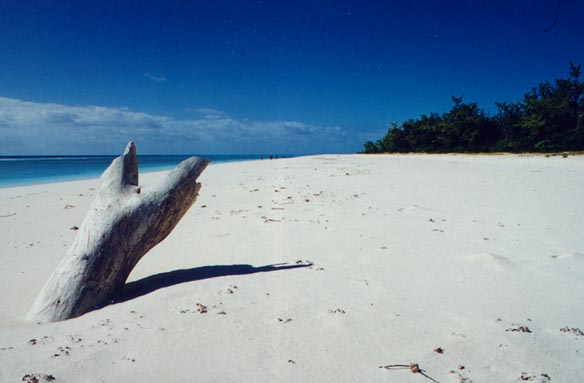
Plage de sable sur l'île Grande Glorieuse.
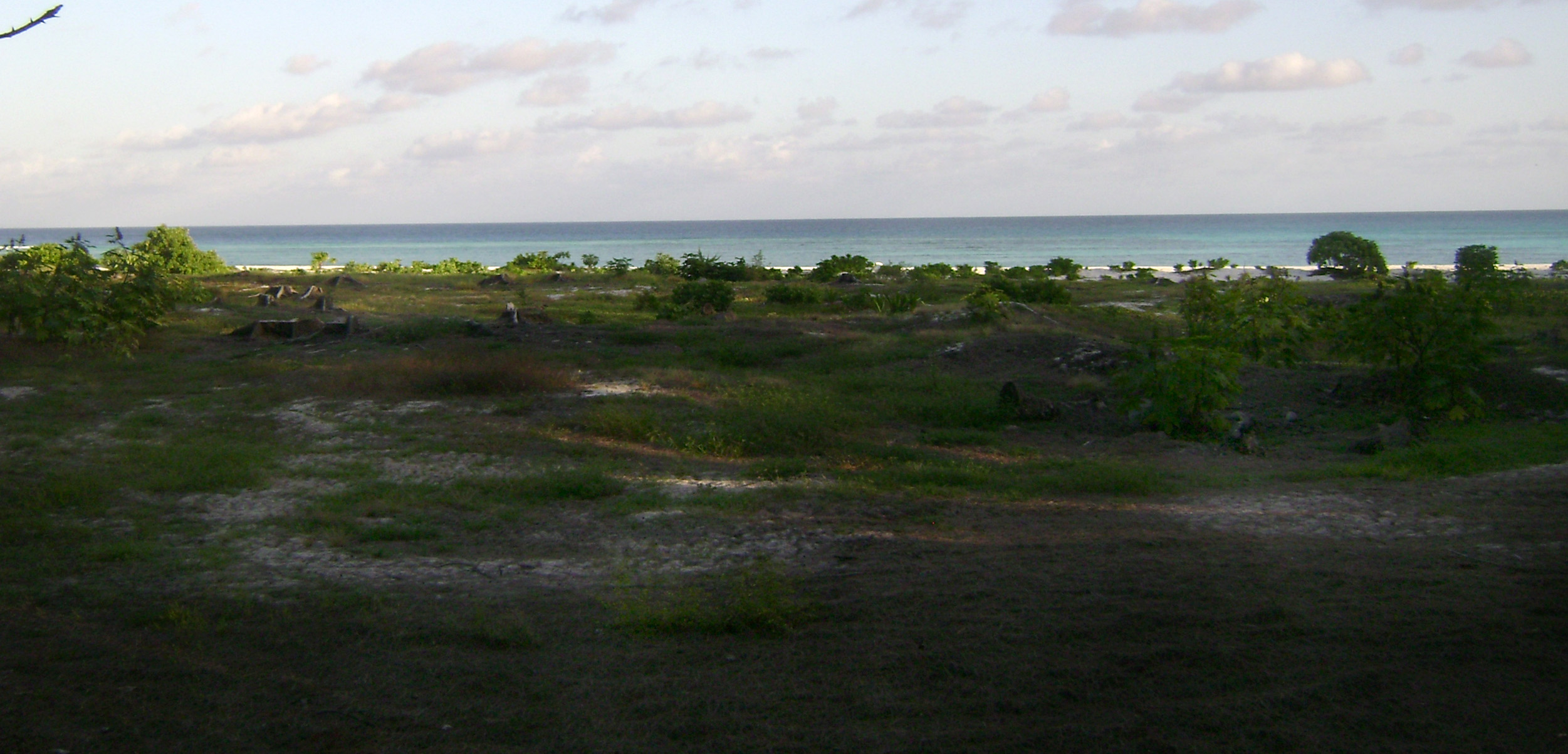
Paysage typique des îles Glorieuses dans l'océan Indien
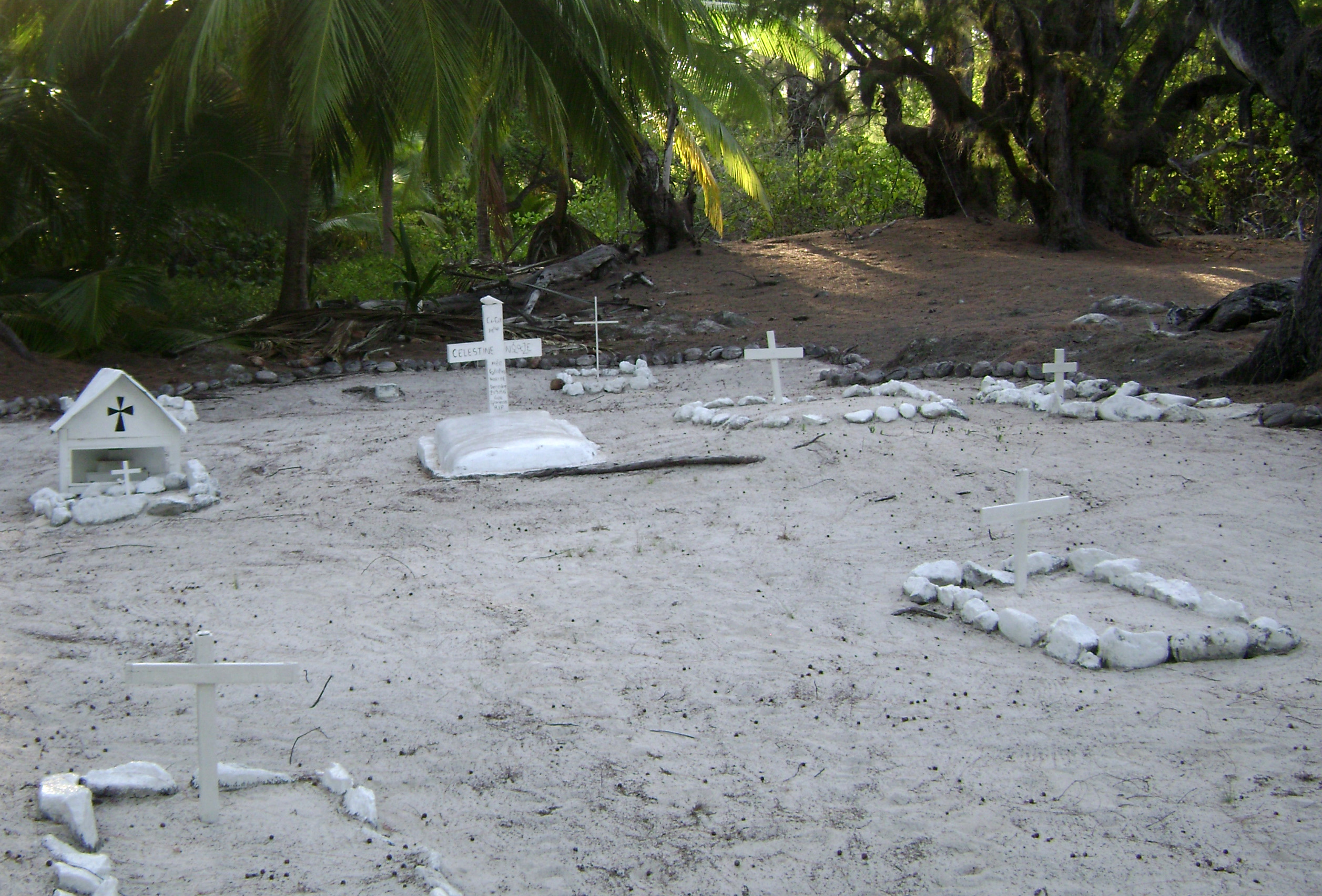
L'un des cimetières français les plus isolés

### Contentieux territorial
Depuis 1973, Madagascar réclame la souveraineté des îles Glorieuses. En outre, en 1980, le président des Comores Ahmed Abdallah Abderamane déclare que « les îles Glorieuses appartiennent aux Comores en raison de leur proximité avec le banc du Geyser. Dès que nous aurons récupéré Mayotte, nous revendiquerons officiellement les Glorieuses », faisant du banc de Geyser un point central de la politique régionale comorienne.
Le 5e régiment étranger (5e RE) assure la sécurité et la surveillance autour des îles Glorieuses.
L’accord intervenu en octobre 2024, sur la restitution à l’île Maurice des îles Chagos par la Grande-Bretagne, au cœur de l’océan Indien, abritant notamment la base américaine de Diego Garcia, a relancé le débat sur les irrédentismes dans la région, dans une future lointaine restitution par la France.